# O Inter
Os jogos InterUnesp ou simplesmente O Inter foram inicialmente criados pela reitoria da universidade em meados dos anos 1970 e eram chamados de “Jogos Unesp”. Foram reelaborados pelo recém-criado DCE "Helenira Rezende" no congresso do qual emergiu a entidade em 1983 - que deles participou da organização conjuntamente com a Reitoria em 1985, tendo esta última se encarregado dos jogos a partir de 1986. No final da década de 1990, mais precisamente em 1998, a reitoria suspendeu os "Jogos Unesp" por motivos até então desconhecidos. Durante dois anos, não houve a realização dos jogos. Em 2000, alguns membros das principais atléticas existentes na época cansaram de esperar a reitoria e decidiram por conta própria organizar os jogos. E foi em 2001 a primeira edição dos jogos, sendo que as atléticas de Araraquara, Bauru, Botucatu, Franca, Guaratinguetá, Ilha Solteira, Presidente Prudente e Rio Claro foram responsáveis pela fundação do InterUnesp como é conhecido hoje.
Desde então, o evento é organizado por alunos da Unesp, desde a escolha da empresa de festas e da empresa de arbitragem, até a forma de como serão as disputas. As Atléticas se responsabilizam ainda pela organização de cada campus, desde a venda dos pacotes de festa até a organização do alojamento na cidade sede e, é claro, na formação das equipes que a representarão nas disputas.

## Sedes

### Edições
| Ano  | InterUnesp | InterUnesp    | Ano  | InterUnesp | InterUnesp          | Ano  | InterUnesp | InterUnesp            |
| Ano  | Nº         | Cidade-Sede   | Ano  | Nº         | Cidade-Sede         | Ano  | Nº         | Cidade-Sede           |
| ---- | ---------- | ------------- | ---- | ---------- | ------------------- | ---- | ---------- | --------------------- |
| 2001 | I          | Botucatu      | 2012 | XII        | Jaboticabal         | 2025 | XXIII      | São José do Rio Preto |
| 2002 | II         | Araraquara    | 2013 | XIII       | Assis               |      |            |                       |
| 2003 | III        | Guaratinguetá | 2014 | XIV        | Botucatu            |      |            |                       |
| 2004 | IV         | Jaboticabal   | 2015 | XV         | Araraquara          |      |            |                       |
| 2005 | V          | Ilha Solteira | 2016 | XVI        | P. Prudente         |      |            |                       |
| 2006 | VI         | Araraquara    | 2017 | XVII       | Bauru               |      |            |                       |
| 2007 | VII        | Franca        | 2018 | XVIII      | Araraquara          |      |            |                       |
| 2008 | VIII       | Rio Claro     | 2019 | XIX        | São José dos Campos |      |            |                       |
| 2009 | IX         | Assis         | 2022 | XX         | Bauru               |      |            |                       |
| 2010 | X          | Araraquara    | 2023 | XXI        | Araraquara          |      |            |                       |
| 2011 | XI         | Marília       | 2024 | XXII       | Araraquara          |      |            |                       |

### Cidades-sedes
| Cidade-Sede           | Quantidade | Ano(s)                                         |
| --------------------- | ---------- | ---------------------------------------------- |
| Araraquara            | 7          | 2002 - 2006 - 2010 - 2015 - 2018 - 2023 - 2024 |
| Assis                 | 2          | 2009 - 2013                                    |
| Bauru                 | 2          | 2017 - 2022                                    |
| Botucatu              | 2          | 2001 - 2014                                    |
| Jaboticabal           | 2          | 2004 - 2012                                    |
| Franca                | 1          | 2007                                           |
| Guaratinguetá         | 1          | 2003                                           |
| Ilha Solteira         | 1          | 2005                                           |
| Marília               | 1          | 2011                                           |
| Rio Claro             | 1          | 2008                                           |
| P. Prudente           | 1          | 2016                                           |
| São José dos Campos   | 1          | 2019                                           |
| São José do Rio Preto | 1          | 2025                                           |

## Atléticas
Atualmente, participam d'O Inter 24 campi (Araçatuba, Araraquara, Assis, Bauru, Botucatu, Dracena, Franca, Guaratinguetá, Ilha Solteira, Itapeva, Jaboticabal, Marília, Ourinhos**, Presidente Prudente*, Registro, Rio Claro, Rosana, São João da Boa Vista, São José do Rio Preto, São José dos Campos, São Paulo**, São Vicente, Sorocaba e Tupã), separados em duas divisões, na maioria das vezes, de acordo com o desempenho em competições passadas. O modo como funcionam os acessos e descensos não têm uma uniformidade, eles tendem a mudar de acordo com a edição e a quantidade de atléticas na competição.  
*A Atlética de Presidente Prudente havia se retirado da organização dos jogos no ano de 2020, logo, ficando ausente nas edições de 2022 e 2023. Contudo, a bateria Furiosa e a Pegasus Cheerleading, provenientes de Prudente, continuaram participando dos jogos. Posteriormente, no ano de 2024, a atlética voltou a fazer parte dos jogos.
**As Atléticas de São Paulo e Ourinhos não participaram das edições de 2023 e 2024. Além disso, após O Inter de 2024, a página oficial do evento deixou de seguir a Atlética de Ourinhos.

## Campeões

### Quadro Geral
| Ano  | 1ª DIVISÃO                  | 1ª DIVISÃO          | 1ª DIVISÃO          | 2ª DIVISÃO    | 2ª DIVISÃO          | CAMPEÕES - DESAFIO DAS BATERIAS* | CAMPEÕES - DESAFIO DAS BATERIAS* |
| Ano  | Campeão Geral               | Vice-Campeão        | Terceiro colocado   | Campeão       | Vice-Campeão        | Grupo Especial                   | Grupo de Acesso                  |
| ---- | --------------------------- | ------------------- | ------------------- | ------------- | ------------------- | -------------------------------- | -------------------------------- |
| 2001 | Botucatu                    | Bauru               | Presidente Prudente | ---           | ---                 | ---                              | ---                              |
| 2002 | Bauru                       |                     |                     |               |                     | ---                              | ---                              |
| 2003 | Bauru                       | Guaratinguetá       |                     |               |                     | ---                              | ---                              |
| 2004 | Presidente Prudente         |                     |                     |               |                     | ---                              | ---                              |
| 2005 | Presidente Prudente e Bauru |                     | Ilha Solteira       |               |                     | ---                              | ---                              |
| 2006 | Bauru                       | Presidente Prudente | Rio Claro           | Sorocaba      |                     | ---                              | ---                              |
| 2007 | Bauru                       | Presidente Prudente | Rio Claro           | Araçatuba     | Marília             | Franca                           | ---                              |
| 2008 | Presidente Pudente          | Rio Claro           | Bauru               | Guaratinguetá | Ilha Solteira       | Bauru                            | ---                              |
| 2009 | Bauru                       | Rio Claro           | Presidente Prudente | Franca        | Sorocaba            | Bauru                            | ---                              |
| 2010 | Rio Claro                   | Presidente Prudente | Bauru               | Araraquara    | S. J. Rio Preto     | Botucatu                         | ---                              |
| 2011 | Bauru                       | Presidente Prudente | Rio Claro           | Tupã          |                     | Franca                           | S. J. Rio Preto                  |
| 2012 | Bauru                       | Presidente Prudente | Rio Claro           | Araçatuba     | Registro            | Franca                           | Araraquara                       |
| 2013 | Bauru                       | Presidente Prudente | Rio Claro           | Ilha Solteira | Franca              | S. J. Rio Preto                  | Araçatuba                        |
| 2014 | Bauru                       | Presidente Prudente | Botucatu            | Jaboticabal   | Sorocaba            | Ilha Solteira                    | Marília                          |
| 2015 | Presidente Prudente         | Bauru               | Rio Claro           | Marília       | Assis               | Ilha Solteira e S. J. Rio Preto  | Rio Claro                        |
| 2016 | Presidente Prudente         | Bauru               | Rio Claro           | Araçatuba     | Itapeva             | S. J. Rio Preto                  | Presidente Prudente              |
| 2017 | Presidente Prudente         | Bauru               | Rio Claro           | Marília       | Tupã                | ---***                           | Sorocaba                         |
| 2018 | Presidente Prudente         | Bauru               | Botucatu            | Assis         | Araçatuba           | S. J. Rio Preto                  | São José dos Campos              |
| 2019 | Bauru                       | Presidente Prudente | Rio Claro           | Sorocaba      | São José dos Campos | Ilha Solteira                    | Assis                            |
| 2022 | Bauru                       | Rio Claro           | Botucatu            | Jaboticabal   | Tupã                | Presidente Prudente              | Ourinhos                         |
| 2023 | Bauru                       | Rio Claro           | Botucatu            | Sorocaba      | São Vicente         | S. J. Rio Preto                  | Botucatu                         |
| 2024 | Bauru                       | Rio Claro           | Presidente Prudente | Guaratinguetá | Tupã                | ---****                          | ---                              |
| 2025 | TBD                         | TBD                 | TBD                 | TBD           | TBD                 | TBD                              | TBD                              |

*O Desafio de Baterias surgiu em 2007 com a participação de 17 baterias universitárias e 7 equipes de cheerleaders, dos campus da Unesp.  Em 2010, o Desafio da Bateria contava com uma novidade: foi a primeira classificatória para que passasse a ser dividido em Divisões (Grupo Especial e Grupo de Acesso), sendo que apenas os dez primeiros colocados fariam parte do Grupo Especial em 2011.[ligação inativa]
**O título de Campeão Geral de 2005 foi dado a Bauru devido a uma confusão na contagem de pontos, mas a atlética campeã de 2005 é Presidente Prudente.
***Não houve apuração do desafio de baterias do Grupo Especial em 2017 devido ao mau tempo que interrompeu o evento e assim, por decisão das baterias, foi acordado que não haverá apuração para este ano.
****Na edição de 2024, as Baterias Universitárias da Unesp divulgaram uma nota conjunta afirmando que tiveram oportunidades limitadas de diálogo para propor mudanças benéficas para a realização do desafio. Além disso, afirmaram que a organização não proporcionou um suporte adequado para ter as condições ideais para o evento. Consequentemente, todas abdicaram de participar.

### Títulos por Campus (Jogos)
| Pos. | Campus              | 1ª DIVISÃO                                                                                    | 1ª DIVISÃO                                         | 1ª DIVISÃO                                               | 2ª DIVISÃO           | 2ª DIVISÃO           |
| Pos. | Campus              | 1º Lugar                                                                                      | 2º Lugar                                           | 3º Lugar                                                 | 1º Lugar             | 2º Lugar             |
| ---- | ------------------- | --------------------------------------------------------------------------------------------- | -------------------------------------------------- | -------------------------------------------------------- | -------------------- | -------------------- |
| 1º   | Bauru               | 15 (1998, 2002, 2003, 2005, 2006, 2007, 2009, 2011, 2012, 2013, 2014, 2019, 2022, 2023, 2024) | 5 (2001, 2015, 2016, 2017, 2018,)                  | 2 (2008, 2010)                                           | ---                  | ---                  |
| 2º   | Presidente Prudente | 7 (2004, 2005, 2008, 2015, 2016, 2017, 2018)                                                  | 8 (2006, 2007, 2010, 2011, 2012, 2013, 2014, 2019) | 3 (2001, 2009, 2024)                                     | ---                  | ---                  |
| 3º   | Rio Claro           | 1 (2010)                                                                                      | 5 (2008, 2009, 2022, 2023, 2024)                   | 8 (2006, 2007, 2011, 2012, 2013, 2015, 2016, 2017, 2019) | ---                  | ---                  |
| 4º   | Botucatu            | 1 (2001)                                                                                      | ---                                                | 4 (2014, 2018, 2022, 2023)                               | ---                  | ---                  |
| 5º   | Guaratinguetá       | ---                                                                                           | 1 (2003)                                           | ---                                                      | 2 (2008, 2024)       |                      |
| 6º   | Ilha Solteira       | ---                                                                                           | ---                                                | 1 (2005)                                                 | 1 (2013)             | 1 (2008)             |
| 7º   | Sorocaba            | ---                                                                                           | ---                                                | ---                                                      | 3 (2006, 2019, 2023) | 2 (2009, 2014)       |
| 8º   | Araçatuba           | ---                                                                                           | ---                                                | ---                                                      | 3 (2007, 2012, 2016) | 1 (2018)             |
| 9º   | Marília             | ---                                                                                           | ---                                                | ---                                                      | 2 (2015, 2017)       | 1 (2007)             |
| 10º  | Jaboticabal         | ---                                                                                           | ---                                                | ---                                                      | 2 (2014, 2022)       | ---                  |
| 11º  | Tupã                | ---                                                                                           | ---                                                | ---                                                      | 1 (2011)             | 3 (2017, 2022, 2024) |
| 12º  | Franca              | ---                                                                                           | ---                                                | ---                                                      | 1 (2009)             | 1 (2013)             |
| 12º  | Assis               | ---                                                                                           | ---                                                | ---                                                      | 1 (2018)             | 1 (2015)             |
| 14º  | Araraquara          | ---                                                                                           | ---                                                | ---                                                      | 1 (2010)             | ---                  |
| 15º  | Itapeva             | ---                                                                                           | ---                                                | ---                                                      | ---                  | 1 (2016)             |
| 15º  | Registro            | ---                                                                                           | ---                                                | ---                                                      | ---                  | 1 (2012)             |
| 15º  | S. J. Rio Preto     | ---                                                                                           | ---                                                | ---                                                      | ---                  | 1 (2010)             |
| 15º  | S. J. dos Campos    | ---                                                                                           | ---                                                | ---                                                      | ---                  | 1 (2019)             |
| 15º  | São Vicente         | ---                                                                                           | ---                                                | ---                                                      | ---                  | 1 (2023)             |

* Possuem o título de Campeão Geral de 2005 compartilhado após confusão na contagem de pontos e concordância entre as Atléticas das respectivas cidades.

### Títulos por Campus (Desafio das Baterias)
| Pos | Campus              | BATERIA              | GRUPO ESPECIAL                   | GRUPO DE ACESSO |
| --- | ------------------- | -------------------- | -------------------------------- | --------------- |
| 1º  | Rio Preto           | Psicoteria           | 5 (2013, 2015, 2016, 2018, 2023) | 1 (2011)        |
| 2º  | Franca              | Sapateria            | 3 (2007, 2011, 2012)             | ---             |
| 3º  | Ilha Solteira       | Batera do Inferno    | 3 (2014, 2015, 2019)             | ---             |
| 3º  | Bauru               | Naumteria            | 2 (2008, 2009)                   | ---             |
| 4º  | P. Prudente         | Furiosa              | 1 (2022)                         | 1 (2016)        |
| 5º  | Botucatu            | Bombateria           | 1 (2010)                         | 1 (2023)        |
| 6º  | Araraquara          | Fúria Capilar        | ---                              | 1 (2012)        |
| 6º  | Araçatuba           | Surubateira          | ---                              | 1 (2013)        |
| 6º  | Marília             | Xoxoteria            | ---                              | 1 (2014)        |
| 6º  | Rio Claro           | Porcaria             | ---                              | 1 (2015)        |
| 6º  | Sorocaba            | Trombateria          | ---                              | 1 (2017)        |
| 6º  | São José dos Campos | Bruteria             | ---                              | 1 (2018)        |
| 6º  | Assis               | B.O.teria            | ---                              | 1 (2019)        |
| 6°  | Ourinhos            | Batucada Resistência | ---                              | 1 (2022)        |

## Edições

### 1ª Edição – Botucatu 2001
A campeã geral da primeira edição dos Jogos foi a Unesp da cidade-sede, Botucatu, seguida por Bauru e Presidente Prudente, segunda e terceira colocadas respectivamente.

### 2ª Edição – Araraquara 2002
O campeão geral dos Jogos foi a Unesp de Bauru.

### 3ª Edição – Guaratinguetá 2003
O InterUnesp 2003 aconteceu em Guaratinguetá de 4 a 7 de setembro. Contou com a presença de mais de 3 mil alunos de 14 campi da Unesp (Araçatuba, Araraquara, Assis, Bauru, Botucatu, Franca, Guaratinguetá, Ilha Solteira, Jaboticabal, Marília, Presidente Prudente, Rio Claro, São José do Rio Preto e São Vicente) que disputaram as mais diversas modalidades.
Show com a Banda Turanga do Campus de Guaratinguetá.
O campeão geral dos Jogos foi a Unesp de Bauru, sendo o vice-campeão a cidade-sede Guaratinguetá.

### 4ª Edição – Jaboticabal 2004
O InterUnesp 2004 ocorreu na cidade de Jaboticabal de 9 a 12 de outubro.
O campeão geral dos Jogos foi a Unesp de Presidente Prudente.

### 5ª Edição – Ilha Solteira 2005
O InterUnesp 2005 ocorreu na cidade de Ilha de Solteira de 1 a 4 de outubro e contou com as apresentações de Velhas Virgens, Matrakaloka, Isla Cogumelo, Top DJ, Dj Hilton Maia, Planta e Raiz, Farofa Carioca, Patrões, Dj doctor, Batom na Cueca, Cascabum.
Após a contagem de pontos, a 1ª colocação dos Jogos foi dada para a Unesp de Bauru. Posteriormente, a contagem foi refeita, indicando vitória de Presidente Prudente. Através de um acordo entre as duas Atléticas, ficou definido que o título seria dividido, sendo portanto os campeões gerais dos Jogos a Unesp de Presidente Prudente juntamente com a Unesp Bauru.

### 6ª Edição – Araraquara 2006
O InterUnesp 2006 ocorreu na cidade de Araraquara de 7 a 10 de setembro e contou com as apresentações de Jorge Ben Jor, Trio Virgulino, URV, Dj Akasha, Funk como Le Gusta, Bartucada, Regaço, Dj Sam Miura.
O campeão geral dos Jogos foi a Unesp de Bauru.

### 7ª Edição – Franca 2007
O InterUnesp 2007 ocorreu na cidade de Franca de 15 a 18 de novembro. Contou com as apresentações de Jammil, Tati Romero, João Licas e Matheus, Frei Caneca, Dj Yasser, Dj Marco Molina, Teatro Mágico, Viva Noite, Capim Gordura, Cambaio, Dj Ednei, Dj Angelo Lima, Batcaverna, URV, Velhas Virgens, Soul Marley, Dj Gustavinho e Dj Alemão.
O campeão geral dos Jogos foi a Unesp de Bauru, seguida pela Unesp de Presidente Prudente.

### 8ª Edição – Rio Claro 2008
O InterUnesp 2008 ocorreu na cidade de Rio Claro de 20 a 23 de novembro e contou com as apresentações de Monobloco, URV, Barbahala, Trio dá Nada, Rica Amaral, Taty Aguiar, Vanessa Bill, Planta e Raiz, Tom e Arnaldo, Tati Romero, Sam Miura, The Ladies, Audrey, EVA, Cascabum, Neandersound, Dj Denis, Rodrigo Leal, E.Lise e Rosa Ventura.
O campeão geral dos Jogos foi a Unesp de Presidente Prudente, seguida pela Unesp Rio Claro e Bauru.

### 9ª Edição – Assis 2009
De 9 a 12 de outubro, ocorreram os jogos universitários InterUnesp. Participaram das competições estudantes dos campi de Araçatuba, Araraquara, Assis, Bauru, Botucatu, Dracena, Franca, Guaratinguetá, Ilha Solteira, Itapeva, Jaboticabal, Marília, Ourinhos, Presidente Prudente, Rio Claro, São José do Rio Preto, São Vicente, Sorocaba e Tupã, separados em duas divisões, sendo a primeira com 11 participantes e a segunda, com 8. No Parque de Exposições Jorge Alves de Oliveira ocorreram apresentações de: Tati Romero, Batucada, É Nóis Queiroz, Leões de Israel, Live Style Live, Tom e Arnaldo, Babado Novo, Sotaque Paulista, Velhas Virgens, Noronha & Dupre Live + ExotiK Live, MC Sapão, Cascabum, Fred Sum Walk & Dog Brothers, Barbahalla, DJ Feio e Mad Hatter Live.
O campeão geral dos Jogos foi a Unesp de Bauru, seguida pela Unesp de Rio Claro e Presidente Prudente.

### 10ª Edição – Araraquara 2010
Entre os dias 9 e 12 de outubro, foram disputados por 3.200 atletas na cidade de Araraquara o 10º InterUnesp, com 12 modalidades esportivas como atletismo, basquete, futsal, futebol de campo entre outras. Pela primeira vez, foi conhecido um novo campeão dos jogos: Rio Claro, já que nesta edição não houve a alternância entre Bauru e Prudente. Em segundo lugar ficou Presidente Prudente e em terceiro Bauru. O InterUnesp alcançou as expectativas dos organizadores, reunindo em 4 dias de evento mais de 50 mil pessoas. Ocorreram, em paralelo aos jogos, apresentações musicais tanto nas tendas como nas festas. Entre as atrações estavam: Camabaio, Carlos Henrique e Daniel, Primo e Pelado, DJ Bizo, Jana Lima, Diego e Alexandre, Lança Xote, Velhas Virgens, Sob Efeito, Monobloco, Cascabum, Barbahala, Sapato Baixo, Jorge Ben Jor, Tom & Arnaldo, Dona Zêfa, Punky Brewters, Batom na Cueca, Leões de Israel, Bartucada, É Nois Queiroz, Sun Walk & The Dog Brothers, Life Styl, Mack, Kill Your TV, Yosh, Dj Feio e Áudio X.
O campeão geral dos Jogos foi a Unesp de Rio Claro, seguida pela Unesp de Presidente Prudente e Bauru.

### 11ª Edição – Marília 2011
Depois das eleições que ocorreram no início do ano, o campus de Marília foi o escolhido como sede dos jogos InterUnesp 2011. O evento ocorreu entre os dias 12 e 15 de novembro e foi marcado pela grande quantidade de chuva que caiu, principalmente durante as noites, e pelo lamaçal que se formou na tenda e na arena das festas noturnas. Teve como atrações principais a banda Velhas Virgens, Molejo e a atração internacional Manu Chao. Bauru se sagrou campeão pela 8ª vez. Presidente Prudente ficou em segundo e Rio Claro em terceiro.
CLASSIFICAÇÃO INTERUNESP 2011: 
1º- Bauru 167; 2º- Presidente Prudente 151; 3º- Rio Claro 136; 4º- Botucatu 79; 5º- Araraquara 72; 6º- Assis 65; 7º- Guará 62; 8º- Marília 57; 9º- Rio Preto 43; 10º- Jaboticabal 45; 11º- Franca 40; 12º- Ilha Solteira 30 (Caiu)
O campeão geral dos Jogos foi a Unesp de Bauru, seguida pela Unesp de Presidente Prudente e Rio Claro.

### 12ª Edição - Jaboticabal 2012
Pelas eleições que ocorreram no início de 2012, a cidade de Jaboticabal foi escolhida para ser a cidade-sede dos jogos que compõem a InterUnesp.  O evento ocorreu entre os dias 15 e 18 de novembro e contou com atrações como Marcelo D2. Homem de Lata e Batom na Cueca. O campus de Bauru se sagrou campeão pela 9ª vez e, pela primeira vez, o campus de Ilha Solteira foi vice-campeão no desafio de baterias.
O campeão geral dos Jogos foi a Unesp de Bauru (186) seguida pela Unesp de Presidente Prudente (177) e Rio Claro (151).

### 13ª Edição - Assis 2013
Em 2013 os jogos ocorreram na famosa terra do nunca, como é chamada a cidade de Assis (AX) pelos Unespianos, cidade típica por seu calor extremo durante o dia e frio congelante durante a noite, os Unespianos foram embalados por diversas bandas e top DJ's na tenda diurna, ao lado do principal ginásio da cidade, onde ocorreram grande partes das competições esportivas durante os quatro dias de evento; Já as festas noturnas aconteceram no recinto de exposições de Assis, embalados diversas banda como: Turma do Pagode, Planta e Raiz, Homem de Lata, Bonde do Tigrão, Banda EVA e muitas outras atrações que se apresentaram em três palcos diferentes, regados á muita bebida os Unespianos curtiram os três dias de festa noturna nos temas: Bata, Hippie e á Fantasia; No terceiro dia do grande evento, ocorre um evento a parte do InterUnesp, o Desafio de Baterias, 10 baterias disputam o título máximo da competição e outra 7 disputam o grupo de acesso, a bateria que levou a melhor não foi a Sapateria, nem a Naumteria, muito menos a Furiosa, o primeiro lugar ficou com a surpresa da competição Pisicoteria de Rio Preto e o vice novamente com a Batera do Inferno de Ilha Solteira, as rebaixada foram: a desfalcada Porcaria de Rio Claro e a embaraçosa Lobateria de Guaratinguetá, Já no grupo de acesso a bateria que levou a melhor foi a Surubateria de Araçatuba, com uma apresentação muito bem executada e em segundo lugar a Bateria Quebra-Galho de Tupã, compondo essas o grupo especial em 2014 e deixando a queridinha entre o público masculino Xoxoteria de Marília mais um ano no grupo de acesso; Durante todos os dias aconteceram disputas esportivas em várias praças esportivas da cidade, e os atletas embalados pela torcida de seu campus e na grande maioria pela bateria dão o máximo de si pra chegarem no domingo e último dia que fica destinado as finais esportivas onde pela 10º vez o campus de Bauru levou a melhor deixando o seu maior rival P. Prudente ficou com o vice-campeonato novamente, e em terceiro lugar ficou o campus de Rio Claro, e as atléticas que desceram para a segundona foram: Jaboticabal em 12º e Registo em 11º. Já na segunda divisão, a atlética que voltou para a primeira divisão depois de três anos foi a do campus de Ilha solteira, se consagrando campeão da segundona, seguido por Franca, que também volta para a elite dos Jogos InterUnesp.
O campeão geral dos Jogos foi a Unesp de Bauru (214), seguida pela Unesp de Presidente Prudente (202) e Rio Claro (146).

### 14ª Edição - Botucatu 2014
Em 2014, os jogos foram realizados entre 20 e 23 de novembro na terra do Saci, como é conhecida Botucatu, e foram marcados por um fim de semana chuvoso. O evento contou com atrações como Terra Celta e Marcelo D2, além de diversos DJ's regionais. A tenda diurna ficou numa avenida da cidade localizada ao lado do ginásio  principal  e as festas noturnas foram realizadas no recinto de festas do Shopping Botucatu. O desafio de baterias teve presença de enorme quantidade de unespianos e sagrou uma surpresa como campeã, a Batera do Inferno, da cidade de Ilha Solteira.
O campeão geral dos Jogos foi a Unesp de Bauru, conquistando seu 10º título. O vice foi a Unesp de Presidente Prudente e o terceiro colocado foi a Unesp de Botucatu.

### 15ª Edição - Araraquara 2015
Em 2015, os jogos retornam pela 4ª vez à cidade de Araraquara, que já havia sediado nos anos de 2002, 2006 e 2010. Ocorrendo entre os dias 30 de outubro e 2 de novembro, o evento contou com grande público e com atrações nacionais como Anitta, Molejo, Skank, CPM22 e Falamansa. A concentração do InterUnesp ocorreu no entorno do Ginásio Municipal de Esportes Castelo Branco (conhecido como Gigantão), onde ocorreram as tendas e as festas noturnas no CEAR (Centro de Eventos de Araraquara e Região) e o Desafio das Baterias e alguns jogos no Ginásio Gigantão. Outras praças esportivas também foram utilizadas, como o Estádio Doutor Adhemar de Barros (Arena da Fonte - casa da Ferroviária), o complexo da Arena da Fonte, o Ginásio Guilherme Fragoso Ferrão (Ginásio da Pista), entre outros. Com grande participação dos unespianos, A Batera do Inferno de Ilha Solteira e a Psicoteria de São José do Rio Preto empataram no primeiro lugar e sagraram-se campeãs do Grupo Principal.
Os jogos também foram marcados pela ilustre participação do campus de São José dos Campos, considerado por muitos como a Unesp mais irritante de todas e afirmando uma rivalidade com o campus de Tupã, sendo essa a maior do grupo de acesso.
Presidente Prudente foi o campeão geral dos Jogos. A LIGA deu a merecida punição ao campus, mas mesmo assim eles ganharam, já que se sofressem punição mais severa, não poderiam sediar o evento em 2016. Dessa forma, o então vice sagrou-se tetracampeão, interrompendo uma sequência de 4 títulos seguidos de Bauru, que ficou com o vice-campeonato, e Rio Claro completando o pódio no terceiro lugar. Araçatuba e Sorocaba foram rebaixadas, dando lugar nos Jogos de 2016 às Unesp de Marília (campeã da 2ª divisão) e Assis (vice-campeã da 2ª divisão).

### 16ª Edição - Presidente Prudente 2016
Em 2016, os jogos, pela primeira vez, foram sediados por Presidente Prudente. Ocorrido entre os dias 12 e 15 de novembro, o evento teve a presença de atrações como É O Tchan, Detonautas, Gabriel O Pensador, Thiaguinho, Terra Celta e Planta e Raiz. Tanto as tendas quanto as festas noturnas ocorreram no Recinto de Exposições Jacob Tosello (onde ocorre a Expo Prudente anualmente).
A Unesp de Presidente Prudente, novamente, sagrou-se Campeã Geral dos Jogos, tornando-se pentacampeã e a primeira Unesp a conquistar o título geral dentro de sua própria cidade. A Unesp de Bauru ficou com o vice-campeonato, seguida por Rio Claro e São José do Rio Preto (terceiro e quarto lugares, respectivamente). Marília foi rebaixada, enquanto Araçatuba (campeã da divisão de acesso) e Itapeva subiram à primeira divisão dos jogos de 2017.

### 17ª Edição - Bauru 2017
Em 2017, Bauru sediou o Inter pela primeira vez. Presidente Prudente foi a campeã. Foi marcado pela forte chuva que fez com que o palco eletrônico da terceira tenda diurna desabasse e esta fosse cancelada mais cedo por motivos de segurança. As chuvas também alteraram diversos horários de jogos, mas nenhum foi cancelado. O desafio de batera foi interrompido devido à forte chuva da última tenda e não houve julgamento nem classificação geral. Em números oficiais, foi a maior edição da história, recebendo entre 16 e 18 mil pessoas por cada festa noturna. Contou com diversos shows com grandes atrações musicais, como Ludmilla, Nego do Borel, Inimigos da HP, Armandinho e Jammil e Uma Noites, além de diversos DJs e um bem recebido palco de música eletrônica. Todas as tendas diurnas e shows noturnos foram realizados no Recinto Mello de Moraes.   

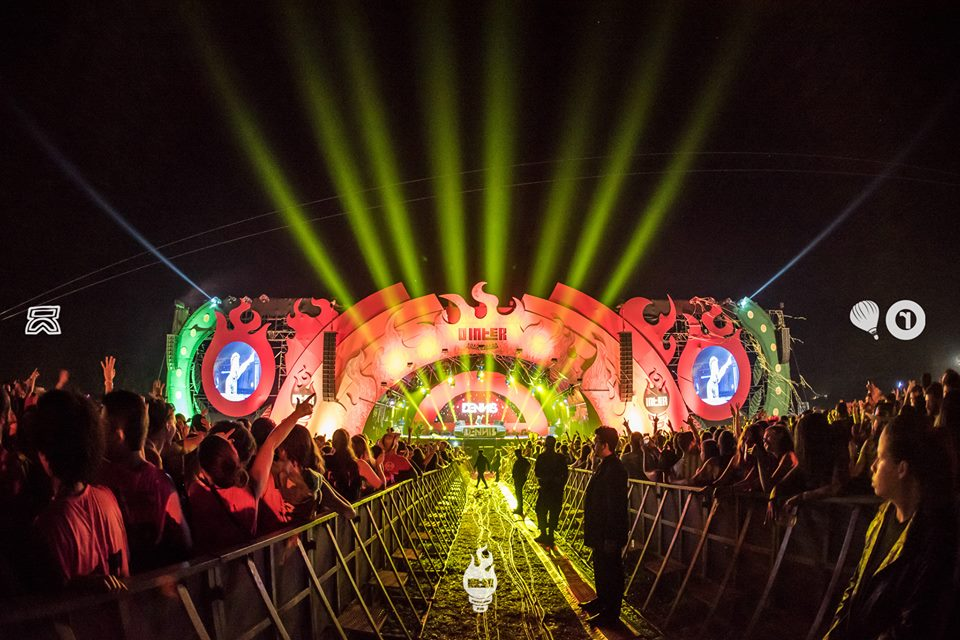
Palco Principal - O Inter Araraquara 2018

### 18ª Edição - Araraquara 2018
Araraquara foi escolhida, mais uma vez, para sediar O Inter no ano de 2018. A 18ª edição do evento foi marcada com a quarta vitória consecutiva de Prudente e a conquista da volta à 1ª divisão de Assis, com uma colocação isolada das demais.

### 19ª Edição - São José dos Campos 2019
Em 2019, a cidade de São José dos Campos sediou, pela primeira vez, o evento. Bauru voltou a ser campeão, conquistando a 12ª vitória. Devido ao afastamento de São José dos demais campi, essa edição foi considerada uma das menores da história recente do evento, com aproximadamente 7 mil pessoas.

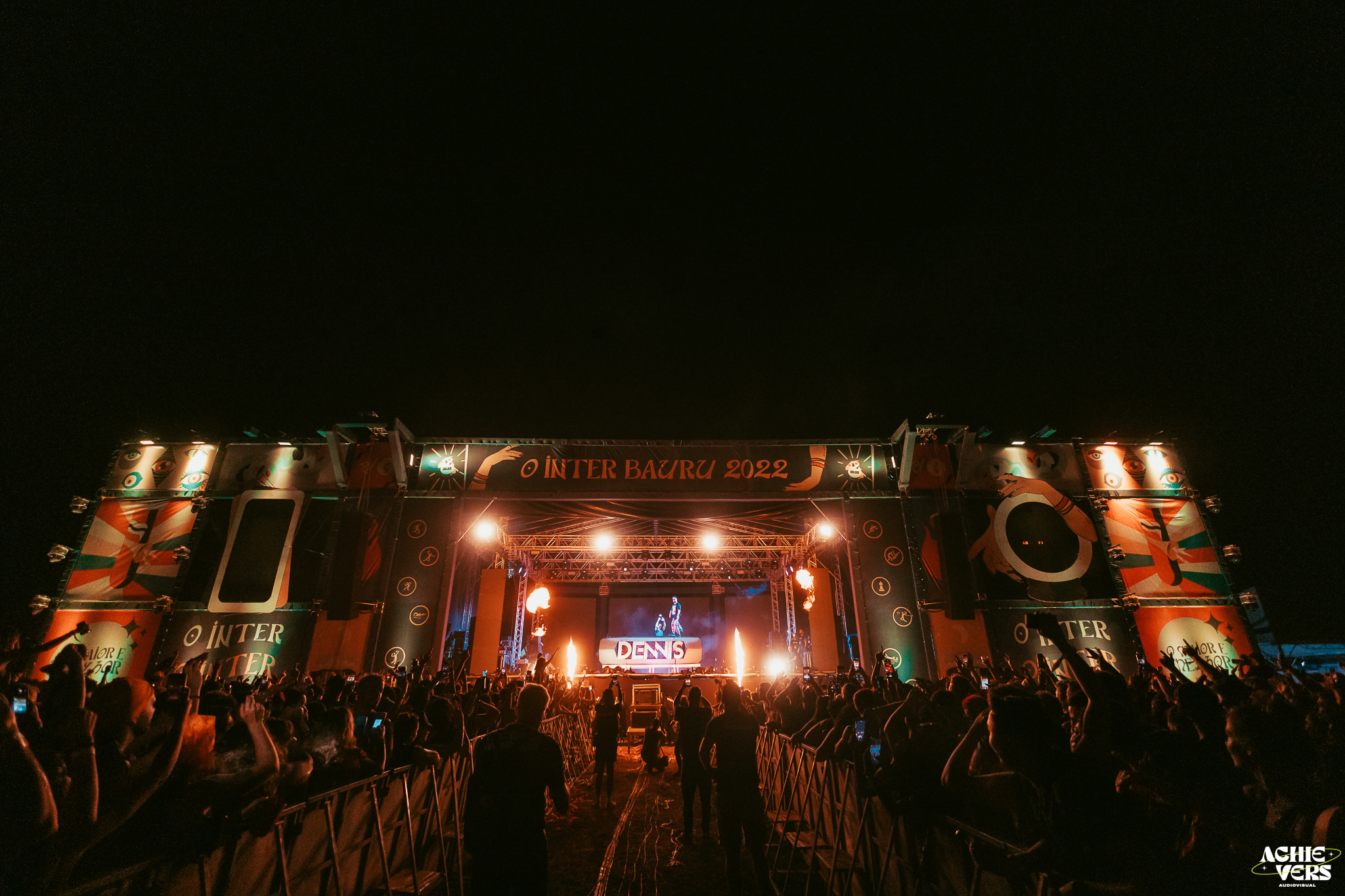

### 20ª Edição - Bauru 2022

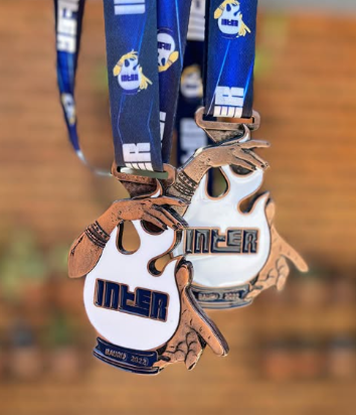
Medalhas Inter Bauru 2022

Em 2022, Bauru sediou o Inter pela segunda vez após uma longa pandemia. Bauru foi campeão da edição. Apesar de ser o primeiro sem a presença da Atlética de Prudente, a bateria Furiosa participou, consagrando-se a grande campeã do Grupo Especial no Desafio de Baterias. Pegasus Cheerleading, também de Prudente, marcou presença no desafio de Cheer. Foi a primeira edição sem contar com a estrutura de um G1 (ginásio principal), e considerada uma das menores edições de todos os tempos. 

### 21ª Edição - Araraquara 2023
Em 2023*, Araraquara sediou o Inter pela 6° vez, com o intuito principal de elevar o patamar do evento novamente, para assim trazê-lo aos holofotes e tentar recuperar a essência dos jogos. O evento foi marcado pela conquista do 14° título de Bauru, tricampeão seguido, em uma disputa acirrada com Rio Claro, que ficou três pontos abaixo da Atlética campeã. Na segunda divisão, Sorocaba se sagrou campeã pela terceira vez e, juntamente com as atléticas de São Vicente e São José dos Campos**, conquistaram o acesso à primeira divisão.
No Grupo Especial do Desafio de Baterias, a Psicoteria, de São José do Rio Preto, conquistou seu 5° título, assim se tornando a primeira e única pentacampeã do Grupo Especial. No Grupo de Acesso, a Bombateria, de Botucatu, conquistou o título e sua volta ao Grupo Especial, após ter sido rebaixada no ano de 2022. Em segundo lugar, a Trombateria, de Sorocaba, também assegurou sua vaga para o Grupo Especial em 2024.

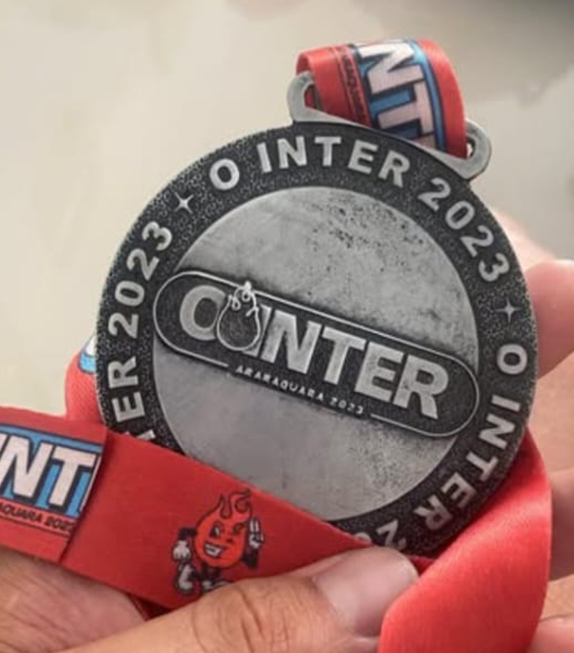
Medalha Prata Inter 2023

As festas d'O Inter de 2023 ocorreram no CEAR, lugar conhecido de Araraquara, e foram marcadas com diversas atrações de peso, como Ana Castela, NX Zero, Glória Groove, DJ Arana, Luisa Sonza, Chapeleiro, Grupo Presença e Jammil. A organização do evento dividiu a festa em dois setores, o local externo do CEAR e o local interno, no qual no primeiro ficou localizado o palco principal, que mesmo com as chuvas frequentes na cidade, a festa continuou. No segundo, houve o palco secundário, que foi dividido ao longo de três dias com uma gama de atrações. Respectivamente, Palco Julião (dedicado às bandas e DJ's unespianos), eletrônico e funk. Uma das críticas existentes à edição de 2023 era em relação ao término precoce das festas, que se encerravam às três da manhã. Além disso, também foram criticadas as atrações principais antes das onze horas da noite, que provavelmente ocorreram devido à localização do CEAR no centro de Araraquara, no qual os shows a céu aberto podem prejudicar os moradores em sua volta.
*A Atlética de Ourinhos decidiu por não participar da edição de 2023 alegando dificuldades financeiras e esportivas.
**A princípio, as atléticas de Assis e Marília haviam empatado em terceiro lugar, contudo a organização d'O Inter comunicou, com reconhecimento das atléticas, o erro na contagem de pontos referentes ao Judô Feminino da Atlética de São José dos Campos. Corrigido esse erro, as atléticas de Assis e Marília ocuparam empatadas o quarto lugar, enquanto o acesso à primeira divisão ficou com São José dos Campos.

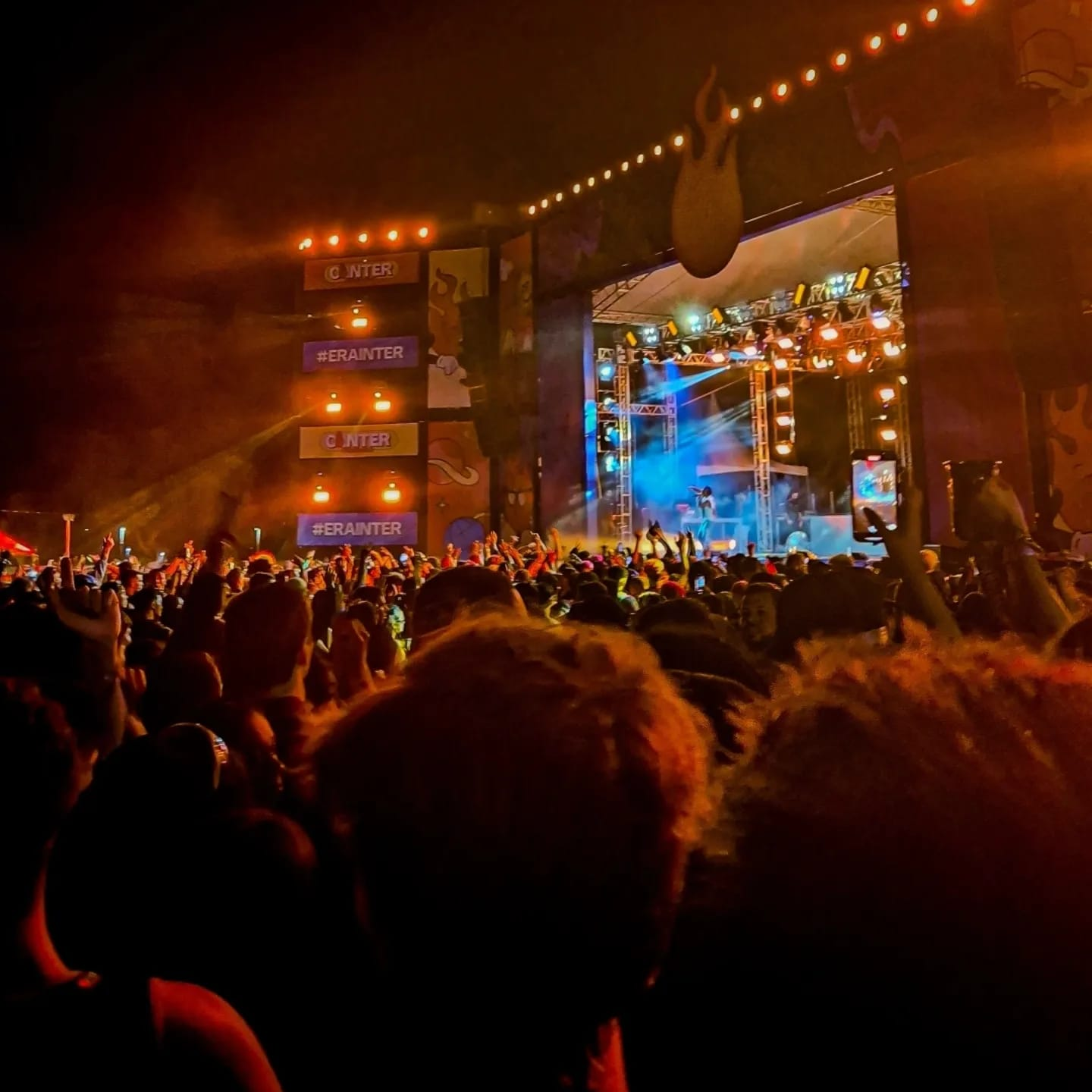
Palco Principal O'Inter 2024

### 22ª Edição - Araraquara 2024
Em 2024, o Inter voltou, pela 7° vez, para a cidade de Araraquara. A 22° edição dos jogos foi marcada por uma confusão logo de início, visto que o evento, que tem como característica acontecer no fim do segundo semestre do ano, aconteceu no início de julho devido à falta de feriados, segundo a organização d'O Inter. A escolha da sede novamente em Araraquara também gerou uma revolta por parte dos unespianos, visto que em 3 anos a organização só realizou eventos em Bauru e Araraquara. 
A princípio, o evento tentou elevar seu patamar novamente, anunciando a volta da Tenda, algo muito requisitado pelos unespianos ao longo dos anos, e um novo formato de festas, 4 em 3 dias. Contudo, o fato de a data estar localizada no período de férias contribuiu para uma adesão abaixo da expectativa do evento, o que ocasionou algumas mudanças, como o local das festas. O evento em nenhum momento divulgou de forma oficial a quantidade de pessoas que participaram, em média, das festas, mas imagina-se que tenha sido uma das menores edições, equiparando-se às edições de 2019 e 2022. A organização das festas também sofreu uma crítica em relação à edição de 2023 e 2022, visto que não houve dois palcos separados, mas sim um paredão que, a partir de um momento, dava espaço para o palco principal, que ficava relativamente perto. A redução da gama de atrações também foi uma crítica. Enquanto em 2023 o palco secundário se dividiu em eletrônico, Julião (que tem como foco as bandas e DJ's unespianos) e funk, em 2024 tudo se resumiu ao paredão e ao palco principal nos três dias. Uma das razões dessa redução pode ser pela baixa demanda do evento, contudo não houve um posicionamento oficial por parte do evento.
Acerca dos jogos universitários, razão da existência d'O Inter, a edição foi separada em duas divisões. 2024 marcou a volta de Prudente para os jogos, que tinham disputado sua última edição em 2019, antes de se retirar da liga. A promessa de desbancar a hegemonia de Bauru, por parte de Prudente, não se provou em quadra. Bauru terminou em primeiro lugar com 306 pontos, Rio Claro em segundo lugar com 252 e Prudente em terceiro lugar com 249 pontos. Devido ao fato de que Prudente foi promovida diretamente para a primeira divisão da liga em sua volta, esse ano tiveram quatro atléticas rebaixadas, em vez de três, sendo elas, do 8° ao 11° lugar respectivamente, Franca, São Vicente, Jabuka e São José dos Campos.

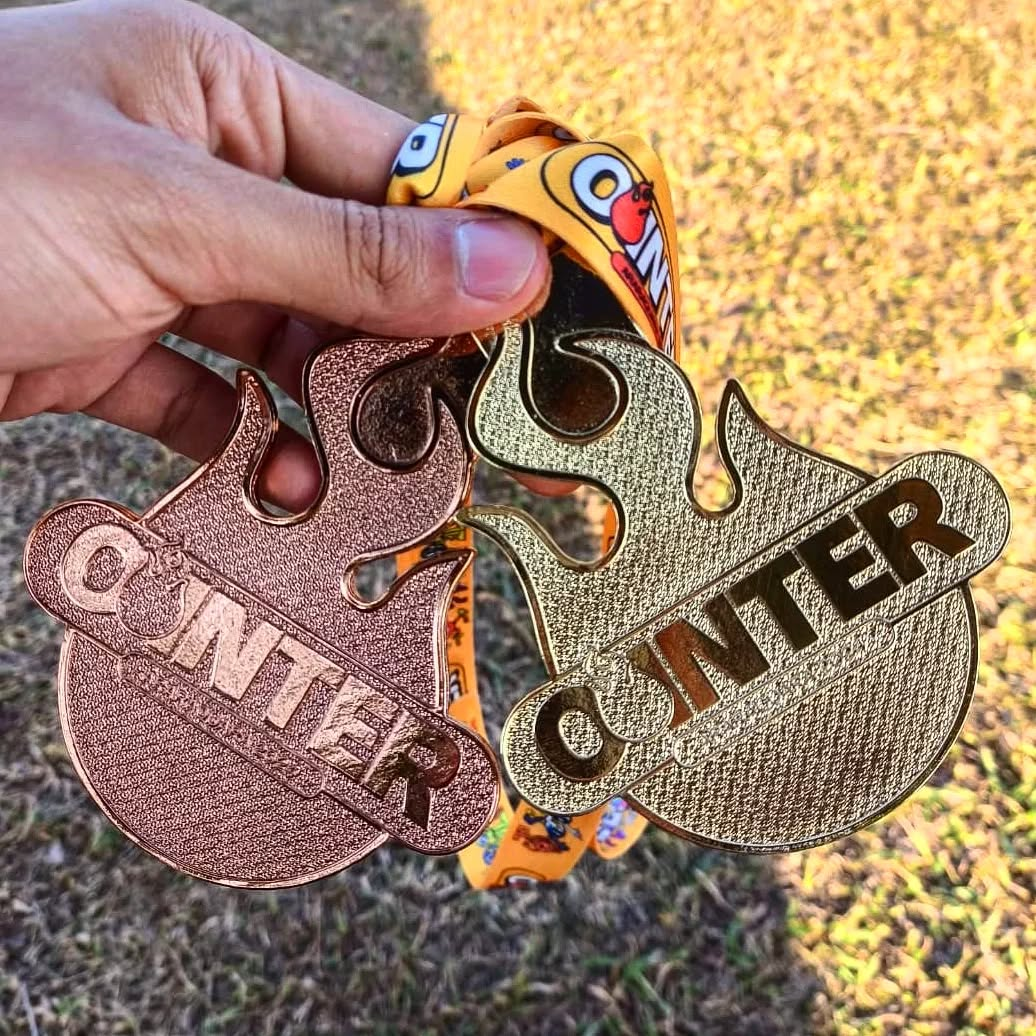
Medalhas Inter Araraquara 2024

Na segunda divisão, Guaratinguetá se sagrou campeã pela segunda vez em sua história, igualando o feito de 2008, com 261 pontos. Logo atrás, Tupã bateu na trave mais uma vez e ficou com o segundo lugar, com 246 pontos. Em terceiro lugar, Marília, com 240 pontos. Como mencionado no parágrafo anterior, quatro atléticas foram rebaixadas, contudo só três subiram, para que assim se estabeleça na edição de 2025, se nada for alterado novamente, 10 atléticas na primeira divisão e 12 na segunda.
Os jogos foram marcados por diversas controvérsias desde o anúncio da data dos jogos. Diversos atletas julgaram a data como inapropriada para os jogos, visto que eles não tiveram o tempo suficiente para se prepararem para os jogos, principalmente se você considerar que as aulas, na maioria dos câmpus, voltam entre fevereiro e março, menos de cinco meses para se organizarem para uma competição desse tamanho. Além disso, essa edição cobrou taxa de inscrição dos atletas, visto que ela não estava se pagando devido à baixa demanda, o que foi um feito inédito e influenciou ainda mais para a desmotivação de atletas, principalmente das atléticas pequenas, que não possuem tanto recurso financeiro e humano para a preparação. Somado a isso, a data nas férias não colaborou para o incentivo. Devido a todos esses fatores, tivemos episódios atípicos, como a Atlética de Registro finalizando a competição com −153 pontos. Além disso, houve também a desistência das baterias universitárias de participarem do tradicional desafio de baterias. Em uma nota conjunta, todas as BU's optaram por não participar devido à falta de colaboração, por parte da organização, para a realização do evento, visto que, além do tempo precário de preparação, não houve um diálogo preciso acerca de mudanças benéficas para as baterias, a fim de melhorar a competição. Alguns ritmistas chegaram a declarar que houve a cobrança de 800 reais para cada bateria participar do evento, algo jamais visto. O desafio de Cheers também não ocorreu no ano de 2024.
A edição de 2024 é considerada a mais controversa pós-pandemia. A ausência do Desafio de Baterias e Cheers, somada a outros acontecimentos, contribui para isso.